# Centro Internacional Acapulco
El Centro Internacional Acapulco, conocido anteriormente como Centro Cultural de Convenciones y Exposiciones de Acapulco, considerado en sus inicios como el más moderno y funcional de Latinoamérica.
Se ubica frente a la Avenida Costera Miguel Alemán, en el fraccionamiento Costa Azul de dicho puerto.

## Historia
La idea de que Acapulco y el resto de México contara con un amplio y completo centro de convenciones surgió de Miguel Alemán Valdés, expresidente de México (1946-1952) y después presidente del Consejo Nacional de Turismo. A principios de la década de los 70 se celebró en la Ciudad de México un congreso regional de la Sociedad Americana de Agencias de Viaje (ASTA, por sus siglas en inglés) y la intención de Alemán era obtener la sede en México para el 42.º Congreso Mundial que celebraría dicha organización poco tiempo después. Hasta ese entonces, ninguna ciudad mexicana contaba con un centro de convenciones de tales dimensiones para poder albergar un evento de tal naturaleza y es así que nace la inquietud e intención del Consejo Nacional de Turismo de edificar uno en Acapulco. El CNT entra en pláticas con el gobierno federal, encabezado en ese entonces por Luis Echeverría Álvarez, quien autoriza el proyecto designando una inversión de 50 millones de dólares para la construcción de dicho complejo. El terreno pertenecía al Banco Nacional de México (BANAMEX) y formaba parte del Club de Golf de Acapulco que contaba hasta entonces con 18 hoyos. Para realizar la división del campo de Golf y el del terreno del nuevo complejo, se trazó una calle que conectaría a la avenida Costera Miguel Alemán con la avenida Lomas del Mar y a esta se le denominó Lobo Solitario (actualmente María Bonita). Con ello, el Club de Golf quedó solo con nueve hoyos. El proyecto se desarrolló en cuatro meses y estuvo a cargo del arquitecto Pedro Moctezuma.
El terreno donde comenzaría la obra constaba de 157 mil 452 m² y fue cimentado un mega conjunto de edificaciones que incluyó el acceso principal y terrazas, un edificio principal de oficinas, el salón Teotihuacan, el teatro Netzahualcóyotl (al aire libre), el teatro Juan Ruiz de Alarcón y un cuarto de máquinas. La decoración estuvo a cargo de Noldi Schreck, por su parte, el poeta tabasqueño Carlos Pellicer trabajaría en la asesoría de diseños con motivos arqueológicos. Todo el desarrollo de la obra llevó un ritmo apresurado y bajo presión de tres turnos en trabajos las 24 horas, dando como resultado la culminación del complejo en tan solo nueve meses. Es finalmente el 25 de octubre de 1973 que el Centro Cultural y de Convenciones de Acapulco es inaugurado con la celebración del cuadragésimo segundo congreso internacional de la ASTA y con la asistencia de 5,000 delegados del ramo turístico provenientes de 50 países reunidos en el salón Teotihuacan, sitio del centro donde se llevó a cabo la ceremonia de inauguración. Entre los eventos nacionales e internacionales de importancia que han tenido lugar en el complejo, destaca el certamen Miss Universo en su 27.ª edición celebrada el 24 de julio de 1978, conciertos de artistas internacionales como son Donna Summer, Barry White, Grupo War, Santa Esmeralda, así como ser la sede por 36 años del Tianguis Turístico de México, y como la celebración por diez años del Festival Acapulco, su administración dependía directamente del Gobierno Federal de la Presidencia de la República a través de FONAPAS.
Entre sus múltiples atractivos se encontraba «El Piano Bar» con un piano que tocaba sin necesidad de persona que lo ejecutara, «El Internacional», con los shows de vanguardia traídos esclusivamente de Las Vegas, contando entre sus artistas a Sugar Ice Tea, Emberger Humperdinck, Martin Stevens y Los Platters entre otros, «El Tablado Flamenco» con los artistas más notables, la «Disco Lasser» con sonido Sensurround y el primer rayo lasser de Latinoamérica, el «Cine Centro» como sede de los festivales de cine internacionales en Acapulco.
El 9 de noviembre de 2009, el Gobierno del Estado de Guerrero anunció el cierre definitivo del Centro de Convenciones para el 30 de noviembre de ese mismo año debido a su inoperancia y porque representaba 2 millones de pesos mensuales para el gobierno estatal. A pesar de dicho anuncio, el complejo solo permaneció cerrado un día y el 1 de diciembre de 2009 reabrió sus puertas anunciándose después que Grupo CAABSA ganó la licitación para reconstruir el complejo parcialmente en dos años y operarlo en un plazo de quince años. Asimismo, se dio a conocer que este consorcio ejecutará una inversión comprendida en 40 millones de dólares para construir 22 salones destinados a congresos y convenciones con alta tecnología, así como cerca de tres mil cajones de estacionamiento.
El 15 de abril de 2011, se hizo del conocimiento público a través de una filtración a los medios locales del estado de Guerrero, en la que el diario El Sur de Acapulco, dio a conocer que el complejo había pasado a ser propiedad de la Secretaría de Marina (SEMAR) del Gobierno Federal con la pretensión de establecer en el lugar un centro de operaciones para la lucha contra el narcotráfico. No obstante ese mismo día, el gobernador Ángel Aguirre Rivero, desmintió esa información, refiriendo que efectivamente la SEMAR había adquirido la propiedad pero construirá en parte del predio un centro para la prevención de desastres naturales, esto a pesar de la concesión que el exgobernador Zeferino Torreblanca firmó con la empresa CAABSA.
En mayo de 2012, el jardín sur del Centro Internacional Acapulco volvió a ser una de las sedes del Festival Acapulco, tras seis años de no celebrarse. Entre los usos que tiene el recinto en la actualidad son las temporadas de conciertos que ofrece de forma gratuita la Orquesta Filarmónica de Acapulco en el Teatro Juan Ruiz de Alarcón, así como la feria anual de fin de año entre los meses de diciembre y enero.

## Instalaciones e infraestructura
El Centro Internacional Acapulco se ubica en un complejo comprendido por un área total de 15 hectáreas que incluye edificios, salas y salones, teatros, plazas y plazoletas, extensas áreas verdes, estacionamiento y un circuito interno para acceso de automóviles a cada una de las áreas del recinto. Las instalaciones por las que se encuentra compuesto son:
| Salones - Chichen Itza - Cholula - Teotihuacan - Triángulo - Ixcateopan - Chilpancingo | Salas - Chilapa - Xalitla - Huitzuco - La Venta - Mezcala - Olinalá | Áreas al aire libre - Plaza Mexicana - Terraza Xochitl - Jardín Sur - Jardín Poniente - Terraza Norte - Terraza Acapulco | Teatros - Juan Ruiz de Alarcón - Nezahualcóyotl | Otras áreas - Fuentes (Acceso principal) - Local 10 y 11 - Mezanine - Oficinas Mezanine - Piano Bar - Circuito Interno - Estacionamiento |